# Bugzy-Jarki
Bugzy-Jarki – kolonia w Polsce, w województwie mazowieckim, w powiecie przasnyskim, w gminie Chorzele.
Do 2023 miejscowość była częścią wsi Bugzy Płoskie.
W latach 1975–1998 Bugzy-Jarki administracyjnie należały do województwa ostrołęckiego.